# ColorZ
ColorZ est un jeu vidéo de puzzle et un shoot them up sorti le 24 juillet 2009 sur WiiWare.

## Récompenses
- Milthon 2009 du jeu de l'année et du meilleur jeu sur console de salon[1].

## Ventes
Le jeu n'a pas eu de ventes suffisantes selon son éditeur.